# Hypsiboas palaestes
Hypsiboas palaestes là một loài ếch thuộc họ Nhái bén.
Đây là loài đặc hữu của Peru.
Môi trường sống tự nhiên của chúng là vùng núi ẩm nhiệt đới hoặc cận nhiệt đới và sông ngòi.